# Achenă

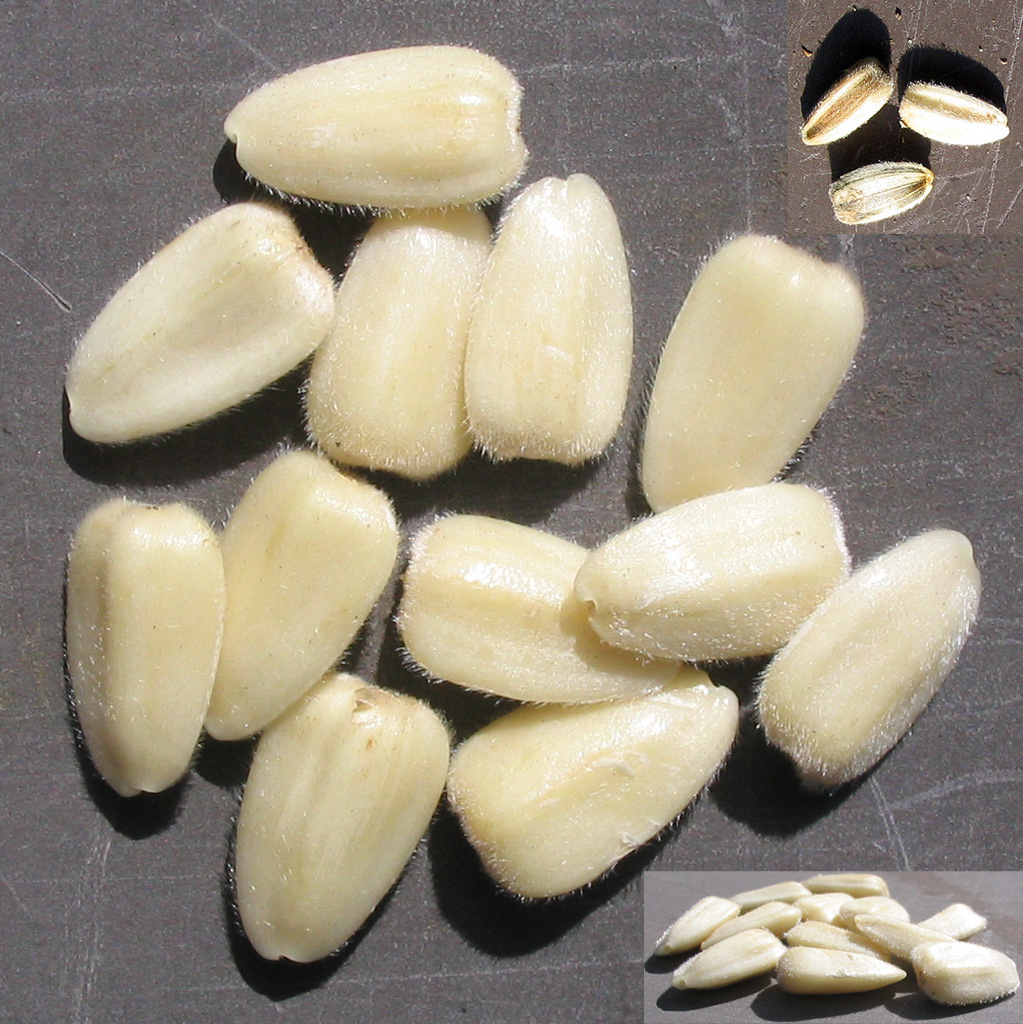
Achene de floarea-soarelui

Achena este un tip de fruct uscat indehiscent  , având adesea o singură sămânță acoperită cu un înveliș protector, care nu e sudată de acest înveliș. Tipice sunt fructele de floarea soarelui și cele de cânepă. 

## Variante de achene
Samara este o achenă la care pericarpul uscat prezintă o prelungire sub formă de aripioară. Monosamara este fructul cu o singură aripioară, întâlnit la ulm și frasin, iar disamara este cel cu două aripioare și este întâlnit la arțar. 
Nuca este o achenă la care pericarpul devine tare. Astfel de fructe sunt cele de alun, stejar, fag, tei.
Fructul stejarului este cunoscut sub numele de ghindă iar cel al fagului sub numele de jir.
La tei și hrișcă fructul este o nuculă, o variantă a nucii, având dimensiuni reduse și la care pericarpul nu este foarte sclerificat.

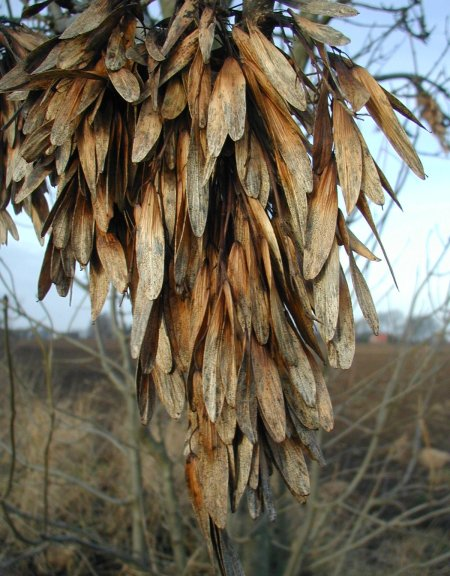
Monosamare
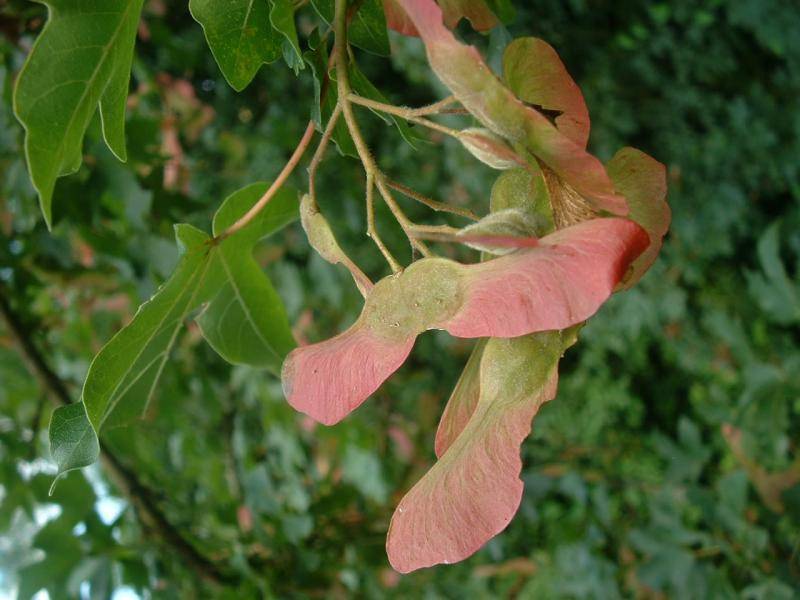
Disamare
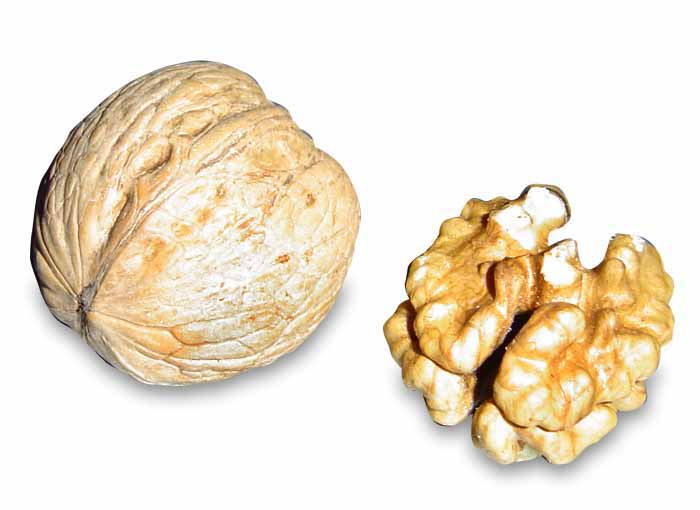
Nucă
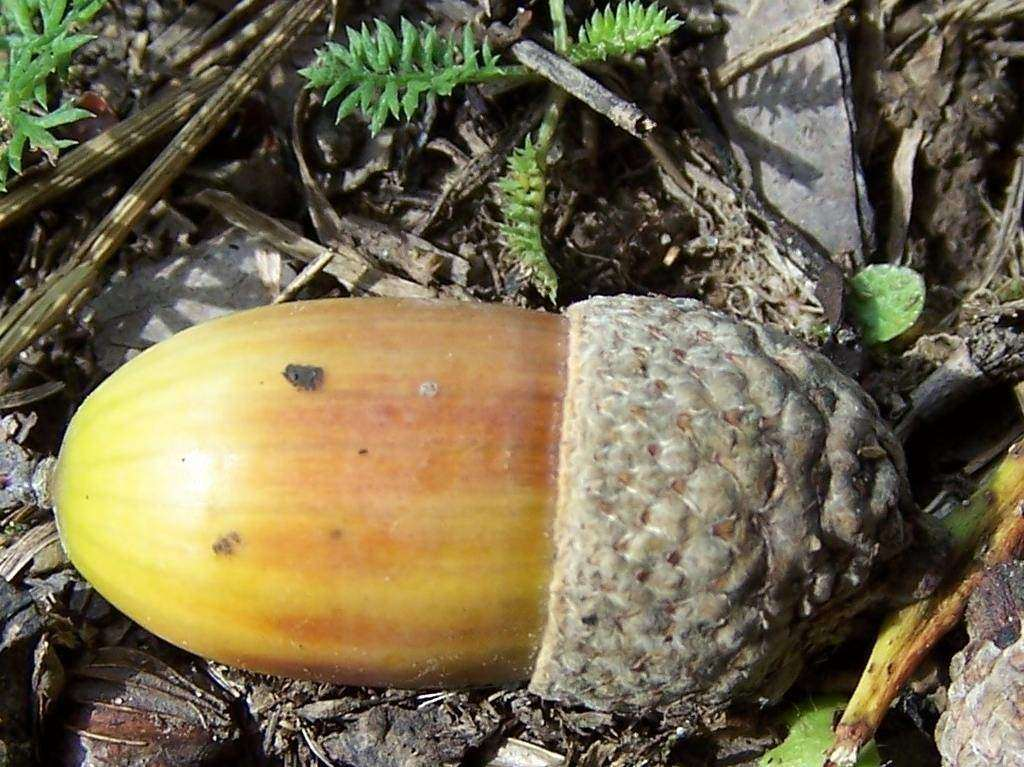
Ghindă